# スクールズ・アウト (曲)
「スクールズ・アウト」（School's Out）は、アメリカ合衆国のロック・バンドであるアリス・クーパーが1972年に発表した楽曲。メンバー5人の共作で、アルバム『スクールズ・アウト』からの先行シングルとしてリリースされた。

## 背景
グレン・バクストンの作ったギター・リフから発展して生まれた。歌詞のテーマは「永遠の夏休み」で、ボーカリストのアリス・クーパーを初めとするメンバー全員は当時、クリスマスの朝と学校が休みに入る直前を「人生で最も偉大な3分間」と思い「その3分間を歌の中に捕らえられたら、凄いことになるだろうな」と考えた。
本作はクーパーの自信作となり、彼はプロデューサーのボブ・エズリンに「この曲がヒットしなかったら靴屋でも始めるよ」と語ったという。

## 反響・評価
本作は彼等の最大のヒット曲となった。母国アメリカのBillboard Hot 100では7位に達してキャリア初の全米トップ10ヒットとなり、全英シングルチャートでは3位にわたって1位を獲得。ドイツのシングル・チャートでは28週にわたってチャート圏内に入り、最高5位を記録した。
『ローリング・ストーン』誌が選出したオールタイム・グレイテスト・ソング500では293位にランク・イン。

## 他メディアでの使用例
『ロックンロール・ハイスクール』（1979年公開）、『バッド・チューニング』（1993年公開）、『リアリティ・バイツ』（1994年公開）、『愛しのベス・クーパー』（2009年公開）等の映画のサウンドトラックで使用された。また、音楽ゲーム『ギターヒーロー3 レジェンド オブ ロック』でも使用されている。

## カヴァー

### ダフニィ&セレステによるカヴァー
アメリカ出身の女性ポップ・デュオ、ダフニィ&セレステは、2000年6月発売のデビュー・アルバム『ウィ・ディドゥント・セイ・ザット』（2000年）に「スクールズ・アウト」のカヴァーを収録し、同年8月にはシングル・カットした。ダフニィ&セレステのヴァージョンはイギリスでヒットし、2000年9月2日付の全英シングルチャートで初登場12位となった。

### その他の主なカヴァー
- センセーショナル・アレックス・ハーヴェイ・バンド - アルバム『The Penthouse Tapes』（1976年）に収録[19]。
- エイリアン・セックス・フィーンド（英語版） - 12インチ・シングル「I Walk the Line」（1986年）に収録[20]。
- クロークス - アルバム『Change of Address』（1986年）に収録。[21]
- ソウル・アサイラム - 映画『パラサイト』（1998年公開）のサウンドトラックに提供[22]。
- ザ・ドナス（英語版） - コンピレーション・アルバム『In Their Eyes: '90s Teen Bands vs. '80s Teen Movies』（1998年）に提供[23]。また、アルバム『The Donnas Turn 21』（2001年）の日本盤CD(NXCA-00018)にボーナス・トラックとして収録された。
- デイヴ・ムステイン - トリビュート・アルバム『Humanary Stew, A Tribute to Alice Cooper』（1999年）に、ボブ・キューリック、マーティ・フリードマン、ボブ・デイズリー、エリック・シンガー等と共に録音したカヴァーを提供[24]。
- A*Teens - アルバム『Pop 'Til You Drop!』（2002年）に、アリス・クーパー本人がゲスト参加したカヴァーを収録[25]。
- グワァー - アルバム『Beyond Hell』（2006年）に収録[26]。
- 『glee/グリー』キャスト - 2012年に放映されたシーズン3のエピソード18「プレッシャー (Choke)」において歌唱[27]。
- 子供ばんど-アルバム『ROCK & ROLL WILL NEVER DIE!!』（1984年）に収録